# Wincenty Świątkiewicz
Wincenty Świątkiewicz (ur. 19 lipca 1903 w Warszawie, zm. 20 czerwca 1957 tamże) – podporucznik czasu wojny Armii Krajowej, kawaler Krzyża Srebrnego Orderu Wojennego Virtuti Militari.

## Życiorys
Syn Jana i Julianny z domu Kobyleckiej. Absolwent warszawskiej Szkoły Nauk Politycznych i ochotnik w wojnie polsko-bolszewickiej. Pracował jako handlowiec i przedsiębiorca. Od 1940 w strukturach Związku Walki Zbrojnej, a następnie Armii Krajowej. W swoim zakładzie produkował materiały wybuchowe na potrzeby konspiracji. W 1943 objął stanowisko kierownika transportu broni i amunicji w Szefostwie Służby Uzbrojenia Oddziału IV Kwatermistrzowskiego Komendy Głównej AK „Leśnictwo”. Współorganizował Zgrupowanie AK „Leśnik”, a podczas powstania warszawskiego zajmował stanowisko adiutanta dowódcy tegoż Zgrupowania - ppłk. Jana Szypowskiego „Leśnika”.
Uczestnik walk na Woli, Muranowie i Starym Mieście. 26 sierpnia 1944 rozkazem dowódcy Grupy „Północ” awansowany do stopnia podporucznika czasu wojny, a dzień później rozkazem Dowódcy Armii Krajowej odznaczony Orderem Virtuti Militari 5 klasy - za wyjątkową odwagę osobistą wykazaną w walce. 1 września 1944 został ranny w nogę na ulicy Pańskiej. Przeszedł kanałami do Śródmieścia, przebywał w powstańczym szpitalu na ulicy Koszykowej 45. Następnie ewakuowany na Górny Czerniaków. Po upadku powstania w niemieckiej niewoli, w stalagach XI A Altengrabow i X B Sandbostel. Po wyzwoleniu służył w Polskich Siłach Zbrojnych na Zachodzie .
Po powrocie do Polski pracował jako księgowy w Polskim Związku Motorowym oraz działał w Polskim Związku Łowieckim. Zmarł w Warszawie i spoczął na tamtejszym Cmentarzu Wojskowym na Powązkach (kwatera: A20, rząd: 8, miejsce: 25).

## Odznaczenia
- Krzyż Srebrny Orderu Wojennego Virtuti Militari Nr 13920
- Krzyż Walecznych (dwukrotnie)[2]